# Myophorella
Myophorella is een uitgestorven geslacht van mollusken, dat leefde van het Vroeg-Jura tot het Vroeg-Krijt.

## Beschrijving
Deze tweekleppige had een schelp met dikke, halfcirkelvormige kleppen, die aan de binnenkant iriserend waren. Op het grote voorste schelpdeel bevonden zich scheefstaande concentrische rijen knobbeltjes, terwijl het kleinere achterste gedeelte tamelijk glad was. Onder de wervel in de rechterklep bevonden zich twee uiteenwijkende gekartelde tanden, die in groeven in de linkerklep aansloten. De lengte van de schelp bedroeg ongeveer 6 cm.

## Leefwijze
Dit geslacht bewoonde diepe zeeën.